# Eberhard Beckmann
Eberhard Beckmann (* 8. Januar 1905 in Rheine; † 3. Januar 1962 in Gießen) war ein deutscher Theaterkritiker und Schriftsteller. Er war zudem der erste Intendant des Hessischen Rundfunks.

## Leben
Beckmann studierte an den Universitäten Münster und Frankfurt am Main Kunstgeschichte und Germanistik. Seit 1928 war er als Theaterkritiker, Feuilletonist und Reiseschriftsteller tätig; an der Frankfurter Schauspielschule lehrte er Theaterwissenschaft und Kunstgeschichte. Ab 1929 arbeitete er auch für den Rundfunk. Im März 1933 wurde Beckmann verhaftet; nach seiner Freilassung lebte er auf dem Hofgut Dachreiterhof in Götzenhain.
Nach 1945 wurde er Dezernent in der Stadt Frankfurt am Main, wo er die Städtischen Bühnen Frankfurt neu organisierte. Die amerikanische Besatzungsmacht bestellte ihn 1946 zum Leiter von „Radio Frankfurt“. In dieser Funktion beriet er den Hessischen Landtag beim Hessischen Rundfunkgesetz mit, das 1948 verabschiedet wurde. Nachdem der Sender in deutsche Hände übergeben worden war, wählte ihn der mit dem Gesetz eingeführte Rundfunkrat zum ersten Intendanten des Hessischen Rundfunks und bestätigte ihn nach der ersten Wahlperiode 1955 für weitere neun Jahre. Beckmann setzte sich als Vertreter der ARD in der Europäischen Rundfunkunion für die Eurovisions-Idee ein. Ihm ist es zu verdanken, dass der Hessische Rundfunk bereits 1961 ein zweites Fernsehprogramm ausstrahlte. Beckmann leitete die Rundfunkanstalt bis zu seinem Tod.
1955 wurde Beckmann für seine Verdienste um den deutschen Rundfunk mit dem Großen Verdienstkreuz des Verdienstordens der Bundesrepublik Deutschland ausgezeichnet. 1956 erhielt er die Goetheplakette des Landes Hessen.
2012 wurde ein Fußweg zwischen Eschersheimer Landstraße und Bertramstraße, der von der U-Bahn-Station Dornbusch direkt zum Hessischen Rundfunk führt, als Eberhard-Beckmann-Anlage benannt.